# Dictyna colona
Dictyna colona là một loài nhện trong họ Dictynidae.
Loài này thuộc chi Dictyna. Dictyna colona được Eugène Simon miêu tả năm 1906.